# 戶部員外郎
户部员外郎，户部的属官。
- 唐五代户部第一司户部司的副长官。隋朝开皇六年（586年），設民部員外郎一人。大业三年（607年），废除，设民部承务郎负责他的职务。唐朝武德三年（620年）改为民部员外郎。贞观二十三年（649年），唐高宗为唐太宗李世民避讳，改民部员外郎为户部员外郎，设二人，从六品上。唐高宗（662年—670年）、武则天（684年—705年）时，一度改称司元员外郎、地官员外郎。唐德宗以后，常以一人分判度支事务。五代十国沿置。
- 宋辽金元明户部的佐贰官。辽朝的南面官。北宋户部员外郎为六品寄禄官，不管理户部的事情。元丰改制後，不设户部司，户部员外郎为户部的佐贰官，隶属左右曹的员外郎参掌本部事务。正七品，宋高宗绍兴年间，废除郎中，别置户部郎官。金朝不分司，设户部员外郎从六品，设三人。一个掌管户籍、物力、婚姻、继嗣、田宅、盐铁、矿冶、市易，一个掌管度支、府库、国用、俸禄、租税。元朝沿置。明朝户部属司按布政使司分设，改为从五品，户部三库也各设员外郎二员。
- 户部各司员外郎的统称。隋唐五代辽户部户部司、度支司、金部司、仓部司四司的员外郎，明清户部十三清吏司的员外郎。